# Ivan Habernal
Ivan Habernal (* 1983 in Domažlice) ist ein tschechischer Jazzmusiker (Kontrabass, E-Bass, Komposition) und Informatiker.

## Leben und Wirken
Habernal erhielt als Kind klassischen Klavierunterricht an der Musikschule. Mit zwölf Jahren spielte er in einer Dixieland-Band; mit 15 Jahren wechselte er zum Bass. Er studierte zunächst Computerwissenschaft. 2009/2010 studierte er E-Bass am Jaroslav Ježek Jazz College in Prag. 2011 entschied er sich gegen ein Studium am Berklee College of Music; stattdessen nahm er Privatunterricht bei John Patitucci, Hans Glawischnig und John Benitez in New York City. 2012 promovierte er über „Semantic Web Search Using Natural Language“.
Habernal trat mit Jazzstars wie Randy Brecker, Bobby Shew, Vince Mendoza (Trumpet Summit Live Prague), 2015 mit der Buddy Rich Big Band sowie mit vielen tschechischen Jazzmusikern (Robert Štolba & Friends), aber auch mit den Popsängern Marta Kubišová und Karel Gott auf. Ab 2013 lebte er in Frankfurt, wo er mit seinem eigenen Quartett und Septett, aber auch im J-Sound Project bekannt wurde. 2020 komponierte er eine fünfteilige Suite für Streichquartett und Jazz-Septett mit dem Titel Suite for Little J, die er mit seinem elfköpfigen Ivan Habernal Orchestra live aufführte. Dafür erhielt er das mit 10.000 Euro dotierte Frankfurter Jazzstipendium 2021.
Neben seiner Tätigkeit als Jazzmusiker arbeitete Habernal als promovierter Wissenschaftler am Fachbereich Informatik der TU Darmstadt, wo er seit 2021 eine Forschungsgruppe leitete. 2022/23 wirkte er an der Ludwig-Maximilians-Universität München auf einer Vertretungsprofessur in Computerlinguistik. 2023/2024 war er als Professor für Natural Language Processing an der Universität Paderborn tätig. Seit April 2024 ist er Professor für Fairness and Transparency an der Ruhr-Universität Bochum. Er ist zudem Mitglied im Research Center Trustworthy Data Science and Security, in dem Forschende der Universitätsallianz Ruhr interdisziplinär zusammenarbeiten.

## Diskographische Hinweise
- Jason Schneider: The J-Sound Project (Unit Records 2016, mit Yuriy Sych, Uli Schiffelholz, sowie Michael Schreiner)
- J-Sound Loose Tongue (L+R Records 2020, mit Jason Schneider, Yuriy Sych, Uli Schiffelholz)[6]
- Ivan Habernal Quartet: Places & Stories (L+R Records 2021, mit Peter Klohmann, Andrey Shabashev, Martin Standke)